# Diego Zarzosa
Pas d'image ? Cliquez ici

a Compétitions nationales et continentales officielles uniquement.

b Matchs officiels uniquement.
Diego Zarzosa Peña (né le 25 décembre 1975 à Valladolid, Espagne) est un joueur espagnol de rugby à XV jouant au poste de talonneur. Il mesure 1,79 m pour 104 kg.

## Biographie
Diego Zarzosa joue son premier test match avec l'équipe d'Espagne le 15 mars 1998 à l'occasion d'un match contre la Russie (défaite 31-48).
Il participe à la Coupe du monde 1999.

## Palmarès

### En équipe nationale
- 46 sélections avec l'équipe d'Espagne
- 3 essais
- 15 points
- Sélections par saison : 6 en 1998, 6 en 1999, 5 en 2000, 1 en 2001, 4 en 2002, 2 en 2003, 4 en 2004, 5 en 2005, 4 en 2006, 4 en 2007, 3 en 2009
- Participation à la Coupe du monde de rugby 1999 (2 matchs comme titulaire, 1 comme remplaçant).